# Zinash Tayachew

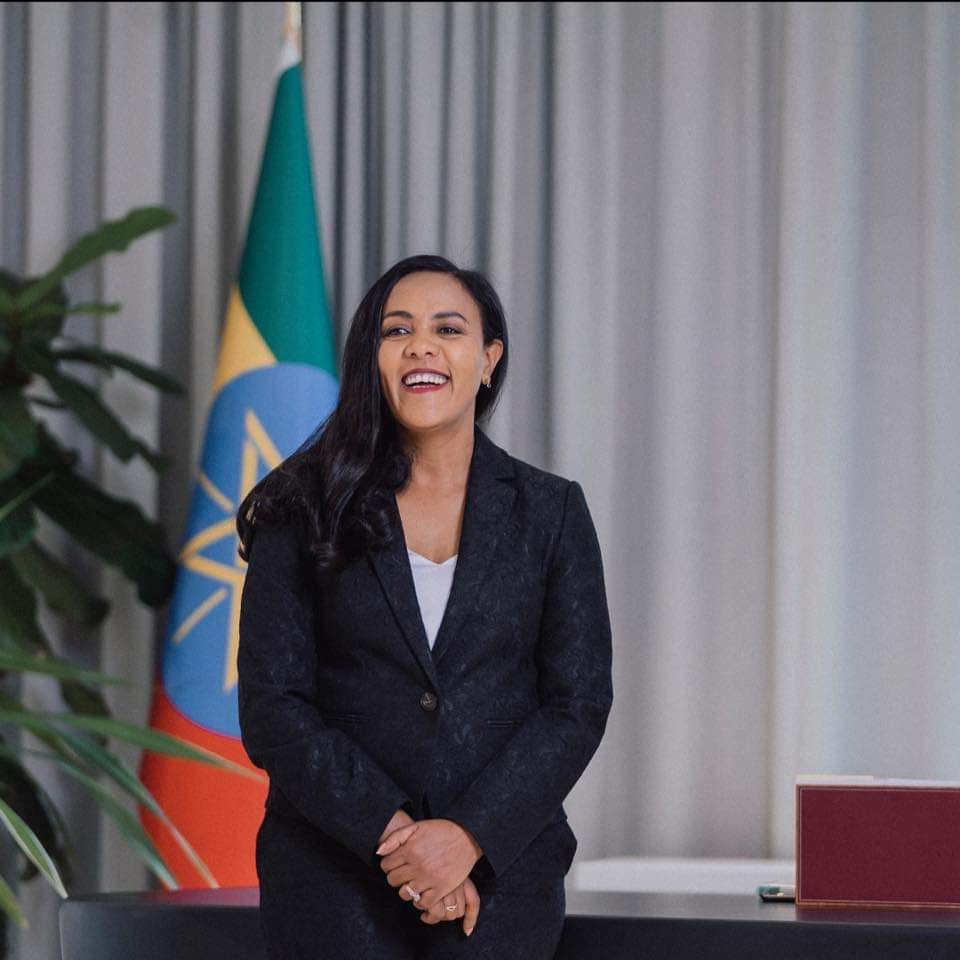
Zinash Tayachew

Zinash Tayachew (nascida em 13 de janeiro de 1978) é uma política, filantropa e cantora gospel etíope. Ela é a esposa do primeiro-ministro etíope Abiy Ahmed e a quarta primeira-dama da Etiópia. Zinash é uma cristã protestante devota que ministra na sua igreja como cantora gospel.